# Rudolf Besier
Rudolf Besier, född 2 juli 1878 i Blitar på Java (då tillhörande Nederländska Ostindien), död 16 juni 1942 i Cobham i Surrey, var en nederländsk-brittisk dramatiker och översättare. Besier är främst känd för sin pjäs The Barretts of Wimpole Street (1930), baserad på poeterna Elizabeth Barrett och Robert Brownings romans. Besier har skrivit en mängd dramer, av mycket skiftade kvalitet. Som hans främsta verk har även Don (1909) nämnts.
Besier dog i Surrey 1942, vid 63 års ålder.

## Verk i urval
- The Virgin Goddess (1906)
- Don, 1908 (uppsatt 1909)
- Olive Latimer's Husband, 1909 (uppsatt 1910)
- The Foolish Virgin (uppsatt 1910)
- Lady Patricia, 1911 (uppsatt 1912)
- Kipps (1912; med H.G. Wells, baserad på hans bok)
- Her Country (uppsatt 1918)
- Robin's Father (1918; med Hugh Walpole)
- Secrets, 1922 (med May Edginton; uppsatt 1922; filmad 1924, 1933)
- A Lesson in Love, 1922 (uppsatt 1923)
- Prude's Fall (filmad 1924)
- The Barretts of Wimpole Street (uppsatt 1930, filmad 1934, 1957, 1982, 1964 adapterad till musikalen Robert and Elizabeth)